# Silmido
Silmido (en coreano: 실미도, también escrito Silmi-do o isla Silmi) es una isla deshabitada en el mar Amarillo, frente a la costa oeste de Corea del Sur. Tiene una superficie de alrededor de 0,25 km². Se encuentra dentro de las fronteras de la Ciudad Metropolitana de Incheon, a unos 5 km al suroeste de Aeropuerto Internacional de Incheon. Silmido se encuentra cerca de la costa de la más grande, y poblada isla de Muuido, que está conectada al continente por ferry.
Silmido se hizo históricamente significativa cuando se utilizó como campo de entrenamiento (entre 1968 y 1971) para la Unidad 684, un grupo de Corea del Sur destinado a asesinar al líder norcoreano Kim Il-sung, en venganza por el intento de asesinato en contra de Park Chung-hee. Las huellas de las instalaciones de entrenamiento se pueden ver todavía. En circunstancias que aún no han sido completamente esclarecidas, miembros del grupo que se amotinaron y se partieron a Seúl en 1971, donde fueron asesinados o se suicidaron.
Silmido es conocido hoy como el escenario principal de la película de 2003 del mismo nombre, que se inspira en el incidente de Silmido. Gracias al éxito de la película, la isla se ha convertido en un destino turístico muy popular.